# 青木稔 (野球)
青木 稔（あおき みのる、1934年9月7日 - 2014年12月30日 ）は、京都府京都市上京区出身のプロ野球選手。1958年から1960年までの登録名は青木 孝夫（あおき たかお）。

## 来歴・人物
同志社高校では、2年生の1951年に夏の甲子園府予選準決勝に進出するが山城高に敗退。その後も府予選で敗れ、甲子園には出場できなかった。高校卒業後は同志社大学へ進学。1年生時の1953年秋季リーグで6勝を挙げ、その後も大学同期の国松彰・伊香輝男らと中心投手として活躍した。
しかし、大学を2年で中退して国松とともに1955年に読売ジャイアンツに入団。同年7月に初先発を果たすと、10月には2日連続で救援勝利を挙げるなどシーズンでは2勝を記録する。翌1956年は中継ぎで起用されるが伸び悩み、その後は登板機会に恵まれなかった。1957年限りで巨人を自由契約となる。
1958年に近鉄パールスに移籍したが一軍登板は無く、翌1959年には広島カープに移籍した。広島でも1960年の1試合のみの登板に終わり、同年限りで引退。
2000年4月から2002年5月まで社会人野球クラブチーム『オール神戸阿部クラブ』の監督を務めた。
2014年12月30日に亡くなっていたことが日本プロ野球OBクラブの機関誌『OB NEWS』Vol.65にて公表された。80歳没。

## 詳細情報

### 年度別投手成績
| 年 度     | 球 団     | 登 板 | 先 発 | 完 投 | 完 封 | 無 四 球 | 勝 利 | 敗 戦 | セ 丨 ブ | ホ 丨 ル ド | 勝 率 | 打 者 | 投 球 回 | 被 安 打 | 被 本 塁 打 | 与 四 球 | 敬 遠 | 与 死 球 | 奪 三 振 | 暴 投 | ボ 丨 ク | 失 点 | 自 責 点 | 防 御 率 | W H I P |
| --------- | --------- | ----- | ----- | ----- | ----- | -------- | ----- | ----- | -------- | ----------- | ----- | ----- | -------- | -------- | ----------- | -------- | ----- | -------- | -------- | ----- | -------- | ----- | -------- | -------- | ------- |
| 1955      | 巨人      | 12    | 3     | 0     | 0     | 0        | 2     | 1     | --       | --          | .667  | 104   | 27.2     | 21       | 1           | 10       | 0     | 0        | 16       | 0     | 0        | 6     | 5        | 1.63     | 1.12    |
| 1956      | 巨人      | 5     | 0     | 0     | 0     | 0        | 0     | 0     | --       | --          | ----  | 36    | 8.0      | 10       | 1           | 3        | 0     | 0        | 6        | 0     | 0        | 6     | 5        | 5.63     | 1.63    |
| 1960      | 広島      | 1     | 0     | 0     | 0     | 0        | 0     | 0     | --       | --          | ----  | 21    | 4.0      | 6        | 1           | 2        | 0     | 0        | 3        | 0     | 0        | 3     | 3        | 6.75     | 2.00    |
| 通算：3年 | 通算：3年 | 18    | 3     | 0     | 0     | 0        | 2     | 1     | --       | --          | .667  | 161   | 39.2     | 37       | 3           | 15       | 0     | 0        | 25       | 0     | 0        | 15    | 13       | 2.95     | 1.31    |

### 背番号
- 26 （1955年 - 1957年）
- 49 （1958年）
- 29 （1959年 - 1960年）

### 登録名
- 青木 稔 （あおき みのる、1955年 - 1957年）
- 青木 孝夫 （あおき たかお、1958年 - 1960年）